# IC 3568
Étoile
Nébuleuse planétaire
IC 3568 (surnommée la nébuleuse de la tranche de citron) est une nébuleuse planétaire dans la constellation de la Girafe.
- Ascension droite : 12h 31m 44s
- Déclinaison : +82° 50′
- Taille : 11,6"

Très petite nébuleuse planétaire située dans la constellation de la Girafe, assez près du pôle, à la même hauteur qu'Epsilon de la Petite Ourse.
Malgré sa petite taille et sa magnitude relativement faible, cette nébuleuse est visible dans un télescope de 125 mm du fait de sa position haute dans le ciel du Nord et dans un environnement dépourvu d'étoiles brillantes.
Prendre depuis la Polaire en direction d'Epsilon de la grande Ourse (Alioth), diviser mentalement cette distance en 5 et s'arrêter au premier cinquième.